# 田下山
田下山（英語：Tin Ha Shan），是香港的一座山峰，位於新界東南部西貢區清水灣半島上，釣魚翁以南，為清水灣郊野公園的一部分，海拔為273米，地質為火山岩 。